# Betty Hester
Betty Hester (1er juin 1923 - 26 décembre 1998) est une correspondante américaine d'écrivains influents du XXe siècle, dont Flannery O'Connor et Iris Murdoch. Betty Hester a écrit plusieurs nouvelles, poèmes, journaux intimes et essais philosophiques, dont aucun n'a été publié.

## Biographie
Hester Hester est né à Rome, en Géorgie, et a fréquenté Young Harris College (en). Elle a servi dans l'United States Air Force à Wiesbaden, en Allemagne, peu de temps après la Seconde Guerre mondiale (1948-1953). Elle en a été renvoyée pour avoir eu une relation sexuelle avec une femme,. Après sa sortie de l'Air Force, elle a déménagé à Atlanta. Betty Hester a passé la majeure partie de sa vie dans un petit appartement de Midtown Atlanta (en). Elle a travaillé pour la Retail Credit Company basée à Atlanta, faisant la navette tous les jours en bus,. Elle a lutté contre l'alcoolisme et des épisodes de dépression. Elle était lesbienne, ce qu'elle n'avait appris qu'à ses amies les plus proches.
Betty Hester est surtout connue pour sa correspondance de neuf ans et son amitié avec l'écrivaine du Sud Flannery O'Connor. De 1955 à 1964, Hester et O'Connor ont échangé près de 300 lettres, dont certaines sont publiées dans la compilation de Sally Fitzgerald de 1979 de la correspondance d'O'Connor, The Habit of Being. Betty Hester a demandé que son identité soit tenue secrète dans les lettres publiées où elle apparaît comme "A",.
Betty Hester a écrit pour la première fois à O'Connor en juillet 1955, quand O'Connor travaillait sur son deuxième roman, The Violent Bear it Away (en),. Désireuse d'échanger des pensées et des idées avec quelqu'un de son calibre intellectuel, O'Connor a répondu : « Je voudrais savoir qui est celle qui comprend mes histoires. » O'Connor a estimé qu'elle et Hester partageaient une parenté spirituelle et O'Connor est devenue plus tard la marraine de Betty Hester dans l'Église catholique. Betty Hester a quitté l'Église en 1961 et s'est tournée vers l'agnosticisme. Cette nouvelle a été une grave déception pour O'Connor, qui avait débattu avec Betty Hester de questions théologiques et essayé de maintenir la foi de son amie.
Betty Hester a donné ses lettres à l'Université Emory en 1987 à condition qu'elles soient scellées pendant vingt ans. Elles ont été publiées le 12 mai 2007.
Betty Hester s'est suicidée le 26 décembre 1998, à l'âge de 75 ans.